# 扇原淳
扇原 淳（おおぎはら あつし）は、日本の医学者。早稲田大学人間科学学術院教授。博士（医学）。

## 来歴
東京理科大学理工学部応用生物科学科卒業、筑波大学大学院体育研究科健康教育学専攻修士課程修了、順天堂大学大学院医学研究科社会医学系衛生学専攻博士課程修了。早稲田大学人間科学部助手、山陽小野田市立山口東京理科大学基礎工学部専任講師、早稲田大学人間科学学術院専任講師、早稲田大学人間科学学術院准教授、早稲田大学人間科学学術院教授。

## 主な所属学会
- 日本社会福祉学会
- 日本社会医学会
- Central Eurasia Studies society
- 日本公衆衛生学会
- 地域福祉学会

## 主な受賞
- 2004年 秋野豊記念国連大学研究奨学賞